# Ganhar ou Perder
Ganhar ou Perder é o segundo álbum de estúdio da cantor de música gospel Nádia Santolli.

## Faixas
1. Meus Sonhos
2. Sonda-me...Guia-me
3. Ganhar Ou Perder
4. Toda Adoração
5. Vaso De Honra
6. Doce Nome
7. Acréscimo
8. Primeira Vez
9. Conhecer Tua Glória
10. Eu Quero Estar
11. Tú És